# FIS1
FIS1 (англ. Fission, mitochondrial 1) – білок, який кодується однойменним геном, розташованим у людей на короткому плечі 7-ї хромосоми. Довжина поліпептидного ланцюга білка становить 152 амінокислот, а молекулярна маса — 16 938.
| 10         |  | 20         |  | 30         |  | 40         |  | 50         |
| ---------- |  | ---------- |  | ---------- |  | ---------- |  | ---------- |
| MEAVLNELVS |  | VEDLLKFEKK |  | FQSEKAAGSV |  | SKSTQFEYAW |  | CLVRSKYNDD |
| IRKGIVLLEE |  | LLPKGSKEEQ |  | RDYVFYLAVG |  | NYRLKEYEKA |  | LKYVRGLLQT |
| EPQNNQAKEL |  | ERLIDKAMKK |  | DGLVGMAIVG |  | GMALGVAGLA |  | GLIGLAVSKS |
| KS         |  |            |  |            |  |            |  |            |

A: Аланін

C: Цистеїн

D: Аспарагінова кислота

E: Глутамінова кислота

F: Фенілаланін

G: Гліцин

I: Ізолейцин

K: Лізин

L: Лейцин

M: Метіонін

N: Аспарагін

P: Пролін

Q: Глутамін

R: Аргінін

S: Серин

T: Треонін

V: Валін

W: Триптофан

Кодований геном білок за функцією належить до фосфопротеїнів. 
Задіяний у таких біологічних процесах, як апоптоз, ацетилювання. 
Локалізований у мембрані, мітохондрії, зовнішній мембрані мітохондрій, пероксисомах.